# Europejskie Forum Nowych Idei
Europejskie Forum Nowych Idei (EFNI) – międzynarodowy kongres środowisk biznesowych, który od roku 2011 odbywa się w Sopocie z udziałem wybitnych ekonomistów i innych ekspertów, a także przedstawicieli świata nauki, kultury i polityki. Forum jest organizowane przez Polską Konfederację Pracodawców Prywatnych Lewiatan we współpracy z BUSINESSEUROPE miastem Sopot oraz wiodącymi firmami i instytucjami.
Uczestnikami Forum byli już między innymi: nobliści Michaił Gorbaczow, Oliver E. Williamson, Lech Wałęsa, ekonomista Nouriel Roubini, a także Günter Verheugen, Zbigniew Brzeziński, Norman Davies, Jerzy Buzek, Leszek Balcerowicz, Michał Boni, Jan Krzysztof Bielecki, Danuta Hübner oraz Michał Kleiber.
Atrakcją dla mieszkańców Sopotu jest możliwości spotkania się z gośćmi Forum podczas otwartych debat, tzw. „Zatok dialogu”.

## Tematy forum
Każdego roku forum prowadzone jest pod szczególnym hasłem przewodnim.
- 2011: „Pomysł na Europę. Perspektywa biznesu”[4]
- 2012: „Lider czy statysta? Europa w wielobiegunowym świecie. Perspektywa biznesu”